# Antje Stille
Antje Stille (Salzwedel, 1961. szeptember 8. –) német úszó. Az 1976. évi nyári olimpiai játékokon 100 és 200 méteres hátúszásban indult, 7. és 6. helyen végzett. Nevelőanyja a szintén olimpikon úszó Ursula Küper volt.